# Eva Opravilová

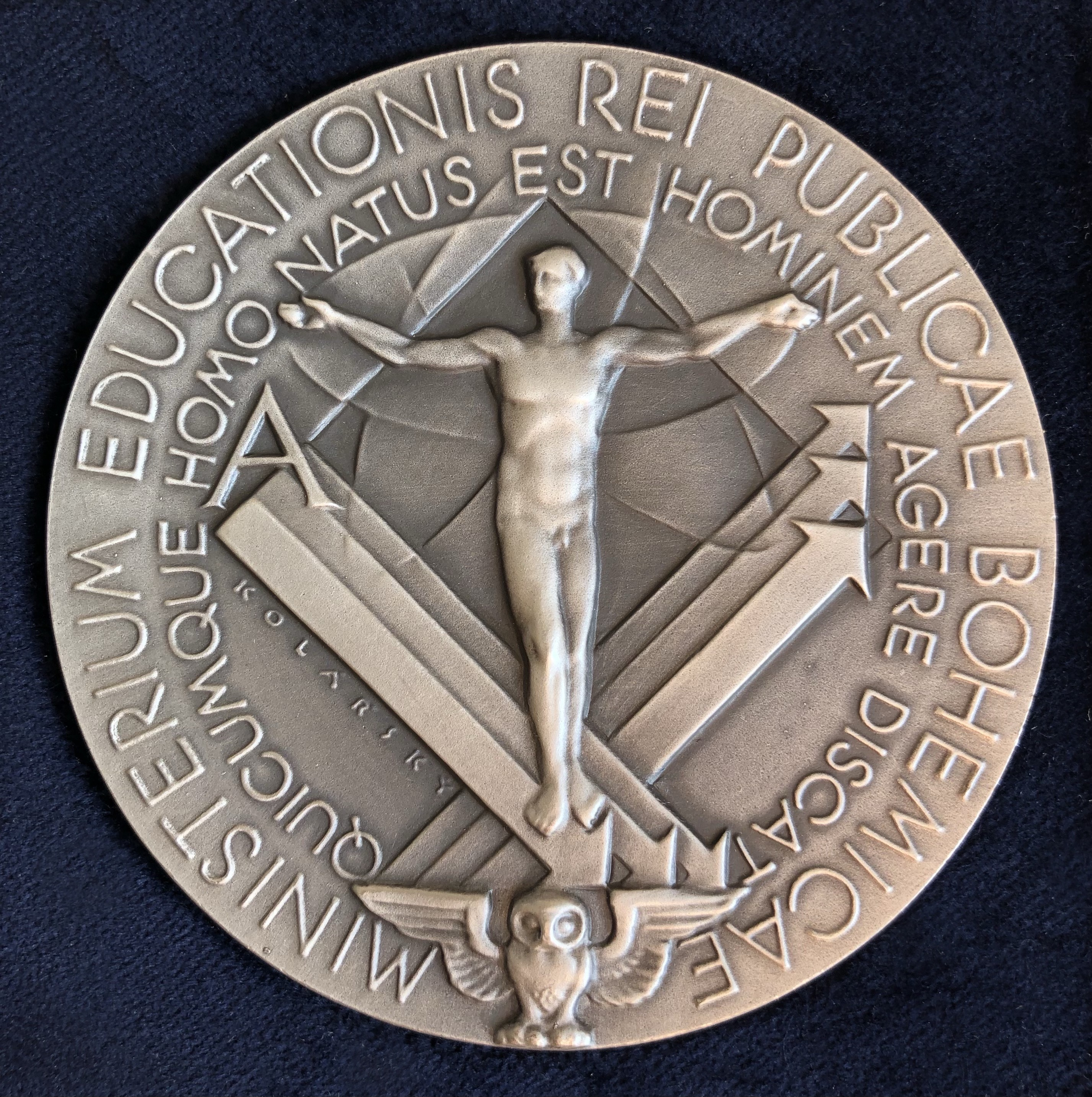
Medaile MŠMT avers

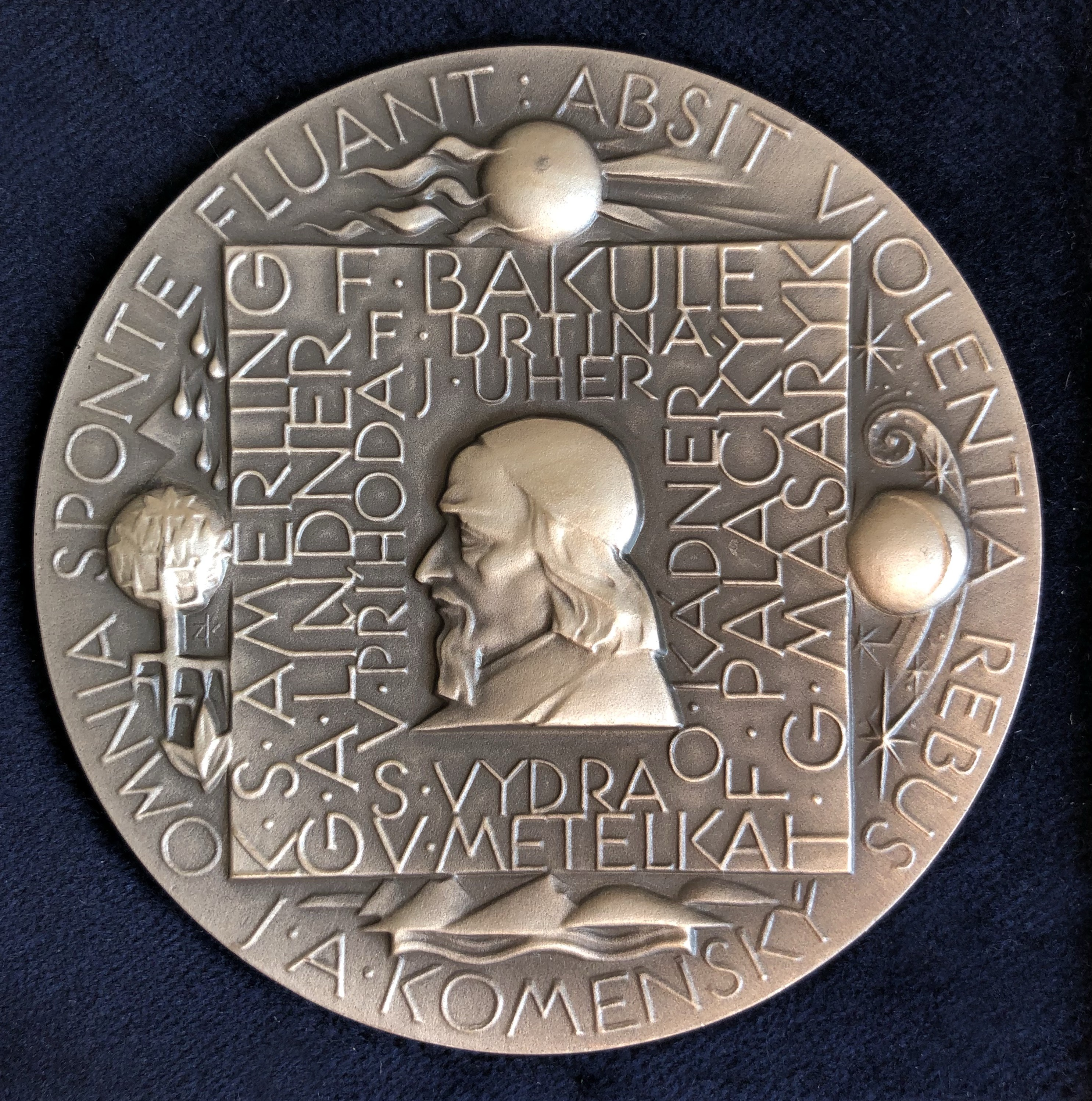
Medaile MŠMT revers

Eva Opravilová (4. října 1933 Praha – 18. ledna 2025) byla česká vysokoškolská pedagožka, která působila na Pedagogické fakultě Univerzity Karlovy v Praze, odbornice v problematice předškolní výchovy dětí, publicistka a autorka odborné literatury určené především pro pedagogický personál v mateřských školkách.

## Život
Eva Opravilová se narodila 4. října 1933 v Praze. Po studiu na Filozofické fakultě věnovala celý svůj odborný profesní život řešení problematiky psychologie a výchovy předškolních dětí. Byla zakladatelka, asistentka a bývalá proděkanka a prorektorka katedry pedagogiky a psychologie Pedagogické fakultě Univerzity Karlovy v Praze, kde přednášela na katedře primární pedagogiky. Působila též ve funkci předsedkyně Asociace předškolní výchovy, publikovala řadu odborných textů o psychologii a výchově dětí, je autorkou několika knížek pro děti, podílela se (spolu se Zdeňkem Adlou) v roce 1967 na založení časopisu Sluníčko (určen pro děti předškolního věku 3 až 6 let), v 90. letech 20. století byla autorkou edukativního televizního pořadu Kostičky a přispívala svými články do odborného časopisu – Speciálu pro mateřské školky (MŠ).

## Publikace pro děti
S publikacemi pro nejmenší začala Eva Opravilová v první polovině 60. let 20. století, kdy v edici Mašinky' Státního nakladatelství dětské knihy (SNDK) vyšlo několik útlých (cca 10 stránkových) knížek: Barborka a traktory (1963); Luděk letí do Tater (1963); Okolo kol a silnice (1963); Voda - lodě - Vendulka (1963); Jede tramvaj se sluníčkem (1964) a Mašinky na stavbě (1964) 
K tvorbě pro nejmenší se vrátila (i formou omalovánek s doprovodným textem) ve druhé polovině 70. let a první polovině 80. let 20. století, kdy jí pražské nakladatelství Albatros vydalo několik (cca 15 až 22 stránek na výtisk) útlých publikací: Směju se a počítám (1978); První ... Poslední (1982); Od stromu k židli (1984) a Z našeho dvora (1986).

## Odborné publikace (výběr)
- OPRAVILOVÁ, Eva. K metodice rozumové výchovy na mateřské škole. 1. vydání Praha: Státní pedagogické nakladatelství, 1966; 143 stran; Na pomoc učitelům a vychovatelům.
- OPRAVILOVÁ, Eva. Problémy rozumové výchovy na mateřské škole (rukopis). Praha, 1966; 150 listů.
- OPRAVILOVÁ, Eva. K metodice rozumové výchovy na mateřské škole. 2. vydání Praha: Státní pedagogické nakladatelství (SPN); 1968; 143 stran; Na pomoc učitelům a vychovatelům.
- OPRAVILOVÁ, Eva. Základní problémy předškolní výchovy. 1. vydání; Praha: Státní pedagogické nakladatelství (SPN); 1983; 96 stran
- OPRAVILOVÁ, Eva. Kniha jako prostředek výchovy: skripta pro posluchače pedagogické fakulty Univerzity Karlovy. 1. vydání Praha: Univerzita Karlova, 1984; 103 stran
- OPRAVILOVÁ, Eva. Dítě si hraje a poznává svět. Metodika rozvíjení poznání dětí v mateřské škole. 1. vydání Praha: Státní pedadogické nakladatelství (SPN), 1988; 179 stran; ilustrovaná učebnice pro střední školy. (v témže roce vyšlo i ve slovenštině v Bratislavě: Slovenské pedagogické nakladateľstvo)
- OPRAVILOVÁ, Eva et al. Pedagogika 1 pro 1. ročník středních pedagogických škol. 1. vydání Praha: Státní pedagogické nakladatelství (SPN), 1989; 207 stran; učebnice pro střední školy; ISBN 80-04-23457-7 (v témže roce vyšlo i ve slovenštině: Bratislava: Slovenské pedagogické nakladateľstvo)
- OPRAVILOVÁ, Eva. Než půjdeš do školy 1: soubor 24 obrázkových karet s doprovodným návodem k práci. Praha: Blug, 1995; 48 stran; ISBN 80-85635-37-2.
- OPRAVILOVÁ, Eva. Předškolní pedagogika. Vydání 1. Praha: Grada, 2016; 220 stran; Pedagogika. ISBN 978-80-247-5107-8.
- OPRAVILOVÁ, Eva. Předškolní pedagogika I.: smysl a proměny dětství. 2. opravené vydání Liberec: Technická univerzita v Liberci, 2002. 40 stran; Studijní texty pro distanční studium. ISBN 80-7083-656-3.
- OPRAVILOVÁ, Eva. Předškolní pedagogika II.: hra (cesta k poznání předškolního dítěte). Vydání 1. Liberec: Technická univerzita v Liberci, 2004; 35 stran; ISBN 80-7083-786-1.
- OPRAVILOVÁ, Eva a KROPÁČKOVÁ, Jana. Studijní texty k předškolní pedagogice s úvodem do pedagogiky. 1. vydání Praha: Univerzita Karlova v Praze, Pedagogická fakulta, 2005 87 stran; ISBN 80-7290-251-2.
- OPRAVILOVÁ, Eva a UHLÍŘOVÁ, Jana. Předškolní výchova v zrcadle pramenů I. Praha: Univerzita Karlova v Praze, Pedagogická fakulta, 2010; 173 stran; ISBN 978-80-7290-482-2.
- OPRAVILOVÁ, Eva a UHLÍŘOVÁ, Jana. Předškolní výchova v zrcadle pramenů II. Praha: Univerzita Karlova v Praze, Pedagogická fakulta, 2012; 231 stran; ISBN 978-80-7290-623-9.
- OPRAVILOVÁ, Eva a UHLÍŘOVÁ, Jana. Předškolní výchova v zrcadle pramenů III: legislativa k předškolní výchově. Praha: Univerzita Karlova v Praze, Pedagogická fakulta, 2013; 118 stran; ISBN 978-80-7290-624-6.

Společně s Vladimírou Gebhartovou (1931–2018) napsala Eva Opravilová a v pražském nakladatelství Portál publikovala (ve formě učebnic pro pedagogické obory středních, vyšších a vysokých škol jako tzv. Kurikulum předškolní výchovy) čtveřici publikací: Jaro v mateřské škole (1998); Léto v mateřské škole (1989, 1998); Podzim v mateřské škole (1998) a Zima v mateřské škole (1998). Každá z těchto učebnic měla rozsah 125 stran a v roce 2003 vyšla tato čtveřice textů jako jedna rozsáhlá téměř pětisetstránková učebnice pro pedagogické obory středních, vyšších a vysokých škol pod názvem Rok v mateřské škole (Praha: Portál; druhé vydání pak ještě v roce 2011).
Společně s vysokoškolskou pedagožkou Janou Uhlířovou (věnující se ve své odborné praxi učitelství) sepsala Eva Opravilová dvousvazkovou bilancující monografii s názvem Příběhy české mateřské školy: vývoj a proměny předškolní výchovy mapující vývoj, teorii a praxi české resp. československé předškolní výchovy. První díl (216 stran; zahrnující historii do roku 1948) vydala Pedagogická fakulta Univerzity Karlovy v Praze v roce 2017, druhý díl (281 stran; popisující historii v období let 1948 až 1989) vyšel tamtéž v roce 2021.

## Ocenění
Dne 22. dubna 2009 ji ministr školství Ondřej Liška ocenil Medailí Ministerstva školství, mládeže a tělovýchovy (MŠMT) I. stupně za dlouhodobou vynikající pedagogickou, výzkumnou a publikační činnost a celoživotní popularizaci předškolní pedagogiky. (Tou dobou pracovala doc. PhDr. Eva Opravilová, CSc. na katedře primární pedagogiky Pedagogické fakulty Univerzity Karlovy v Praze a zároveň vykonávala funkci předsedkyně Asociace předškolní výchovy. V roce 2009 byla Eva Opravilová jedinou takto oceněnou za Univerzitu Karlovu.)
U příležitosti státního svátku 28. října 2023 udělil prezident České republiky Petr Pavel Evě Opravilové medaili Za zásluhy 1. stupně v oblasti výchovy a školství.